# Fonky Family
Fonky Family (/fʌŋki fæmɪli/; ook wel La Fonky, of La FF genoemd) is een Franse rapformatie uit Marseille. De groep bestaat uit de 4 rappers Le Rat Luciano, Menzo, Don Choa, Sat, de producers Pone en DJ Djel, de breakdancer Blaze, de zanger Karima en de manager Fafa.

## Biografie
Fonky Family brak door in 1995, nadat IAM Marseille landelijk op de kaart had gezet, en Akhenaton (IAM) de groep vroeg mee te doen in het nummer Les Bad Boys de Marseille dat zou uitkomen op de cd Métèque et mat, het eerste solo-album van Akhenaton. In 1997 was de Fonky Family klaar voor eigen succes, en bracht het album Si Dieu veut uit, dat met goud bekroond werd. Vlak na het uitbrengen van de cd, besloot Karima de groep te verlaten.
In 1998 werd de groep weer gevraagd door Akhenaton om mee te doen op de soundtrack van de film Taxi die geregisseerd werd door Luc Besson. De film werd een groot succes en de soundtrack was hoog in de Franse Top 40 te vinden. Na enkele samenwerkingen met diverse rappers, bracht de groep in 1999 een ep uit, met zes livenummers, genaamd Hors série volume 1. Het werd een succes en al gauw volgde Hors série volume 2 in 2000.
Nadat hun tweede album Art de rue werd uitgebracht in 2001, kozen veel leden van de groep ervoor om solo verder te gaan. Le Rat Luciano had inmiddels al in 2000 een soloalbum uitgebracht, en Sat en Don Choa volgen in 2001 en 2002. In 2006 bracht Fonky Family dan toch nog een derde album uit, genaamd Marginale Musique. Dit album debuuteerde gelijk met een 1e plaats in de Franse hitparades.

## Discografie

### Albums
- Si dieu veut (1997)
- Hors série volume 1 (1999)
- Hors série volume 2 (2000)
- Art de rue (2001)
- Marginale Musique (2006)